# نیسانیت
نیسانیت (به لاتین: Nisanit) یک منطقهٔ مسکونی در اسرائیل است.